# Waipouaskogen
Waipouaskogen är en skyddad skog i regionen Northland på Nordön i Nya Zeeland. Reservatet grundades 1952, men flera gånger har det också varit på tal att ombildas till nationalpark.

## Flora och fauna
I skogen finns några av de bästa exemplaren av kauriträd i världen, varav Tane Mahuta (drygt 1 500 år gammalt) är det största exemplaret. Skogen är plats för tre fjärdedelar av alla äldre kauriträd. Waipouaskogen är även hem för maoripapegojan kaka och rödpannad parakit samt den största kända kolonin av brunkivi.
Den skyddade skogen är del av ett större skogsområde, inklusive ett naturreservat i söder. Den är del av det som en gång var cirka 12 000 kvadratkilometer av mestadels kauriklädd skog norr om Auckland och på Coromandelhalvön i öster.

## Historik
Den skyddade Waipouaskogen är endast en del av den en gång utbredda kauriskogen i norra Nya Zeeland. Kauriträd var en gång det mest eftersökta av alla träslag för skeppsbyggnad, på grund av dess hållbarhet och stabila karaktär, och några av de första expeditionerna till Nya Zeeland i slutet av 1700-talet var med anledning att införskaffa kauritimmer.
Reservatet är del av de 141 kvadratkilometer som den nyzeeländska staten köpte 1874 från två maorihövdingar för 2 200 brittiska pund. 11 år senare förklarades detta område som kronoskog, och 1920 inleddes planer för permanent skydd av områdets kvarvarande kauribestånd. De 91 kvadratkilometer som 1952 slutligen kunde sättas av till naturreservat innebar att stora kauribestånd utanför reservat fortfarande var utsatta för fortsatt avverkning.
Vid naturreservatets bildande var det även tal om att låta inrätta en nationalpark. Dessa idéer har återkommit både förr och senare, inklusive 1908 och 2010. Förutom förekomst av flera sällsynta fågelarter är det kauriträden som är det mest skyddsvärda i reservatet, och 2012 angavs "Kauri National Park" som lämpligt namn på den tilltänkta nationalparken.
Sedan 2009 pågår ett skyddsprogram för ytterligare en fara för reservatets kauriträd. Spridningen av en svampbaserad trädsjukdom har under tiden tagit död på ett antal av områdets kauriträd, trots olika insatser.